# Verwaltungsgemeinschaft Schwabachtal
Die Verwaltungsgemeinschaft Schwabachtal im Landkreis Roth in Bayern wurde 1978 als gemeinsame Verwaltung der Gemeinden Rohr und Kammerstein gebildet.
Ihr Sitz war in der kreisfreien Stadt Schwabach, also außerhalb des Gemeindegebiets und auch des Landkreises selbst.
Auf Antrag der Gemeinde Kammerstein beschloss der Bayerische Landtag, die Verwaltungsgemeinschaft zum 1. Januar 1998 aufzulösen.
Die Gemeinden Rohr und Kammerstein verwalten sich seither wieder eigenständig.